# Inženirska psihologija
Inženírska psihologíja je veja psihologije, ki se ukvarja s preučevanjem človekovega vedenja v operacijskih sistemih in ugotavljanjem, kako se njegovo delovanje povezuje s spremenljivkami njegovih delovnih nalog. Inženirski psihologi poskušajo dognati načela človekovega delovanja in oblikovati teorije, ki bi bile uporabne pri oblikovanju novih strojev, opreme ali delovnih nalog in bi tako prispevali k modifikaciji sistema človek-stroj.
Inženirstvo, strojništvo, tehnika se ukvarjajo z izboljšanjem opreme z vidika mehanskega in elektronskega načrtovanja, psihologija pa preučuje duševnost in vedenje človeka. Inženirska psihologija se zanima za prilagajanje opreme in okolja ljudem glede na njihove zmožnosti in omejitve. Oblikovanje naprave, tako da bi se izognili napakam človeka se je izkazalo za bolj učinkovito kot poskusi prilagajanja človeka rigidnemu stroju. Zaradi pojavljanja človeških napak so se psihologi pridružili inženirjem pri produkciji takih strojev, ki so bili bolj prilagojeni zmožnostim človeka. Gre torej za interdisciplinarno znanost, katere cilj je izboljšanje dizajna strojev. Imenovali so jo tudi inženirstvo človeških dejavnikov, biomehanika, psiho-tehnologija.
Inženirska psihologija je precej podobna ergonomiji, a se od nje razlikuje v tem, da je cilj inženirske psihologije več kot preprosto primerjava dveh možnih oblik načrta stroja oziroma mehanizma. Zajema namreč tudi preučevanje in specifikacija zmožnosti in omejitve človeka in glede na to sklepa, kakšen bi bil optimalen načrt določenega stroja. Kljub temu pa si ergonomija in inženirska psihologija delita cilj izboljšanja ujemanja med posameznikom in njegovim delovnim okoljem s pomočjo aplikacije znanja o človekovih zmožnostih na oblikovanje operativnih procesov, sistemskih povezav, pripomočkov in treningov. 

## Začetki inženirske psihologije
Začetke inženirske psihologije lahko postavimo v čas druge svetovne vojne, ko so psihologi z inženirji začeli sodelovati pri oblikovanju različnih strojev – radarjev, sonarjev, razvoju armaturnih plošč, letal, podmornic ... Psihologi so se pred tem ukvarjali s selekcijo in usposabljanjem operaterjev določenih naprav. Kmalu je postalo očitno, da je prilagajanje človeka stroju manj učinkovito kot modifikacija stroja, tako da bo ustrezalo zmožnostim človeka. Izbira in usposabljanje operaterjev sistema sicer izboljša delovanje znotraj obstoječih omejitev, ki so neločljive od nastavitve sistema. Tradicionalni kriteriji za izbiro dobrih operaterjev so večinoma poudarjali splošno inteligetnost in različne osnovne sposobnosti, za katere so verjeli, da prispevajo k dobremu psihomotoričnemu delovanju. Bolj kot je sistem zapleten, "trmast", in slabši kot so kriteriji za izbiro operaterja, večje je breme treninga oziroma usposabljanja. Moderne tehnologije za usposabljanje so računalniško osnovani programi, naprave za delni trening in simulatorji celotnih nalog, na primer simulatorji letenja. 
Prve eksperimentalne raziskave človeških dejavnikov z namenom poskusa modifikacije opreme so izvedli med drugo svetovno vojno na Univerzi v Cambridgeu, na oddelku za aplikativno psihologijo, pod vodstvom sira Fridericka Bartletta. Leta 1939 so se začeli ukvarjati s problemi oblikovanja letal in opreme obrambnih sil. Ukvarjali so se s problemom človekove previdnosti (Norman Mackworth) in preučevali učinke spremenljivk oblike sistema in ročnega upravljanja z njim ter povezave med kontrolami in prikazom izbranih ukazov (K. J. W. Craik, Margaret Vince in W. E. Hick).
Istočasno so v ZDA ustanovili nacionalni raziskovalni odbor za letalsko psihologijo z Jackom Jenkinsom na čelu. S podporo Alexandra C. Williamsa ml. so raziskovali psiho-fiziološke odzive pilotov med treningi.
Raziskovanje na področju inženirske psihologije je potekalo v bolj ali manj mirnem okolju, pojavile pa so se tudi potrebe po takojšnjem ukrepanju neposredno na terenu. V poročilih o letalskih nesrečah na treningu in v dejanskih spopadih se je ponavljalo omenjanje pilotovih napak. Leta 1943 je poročnik Alphonse Chapanis preverjal, zakaj imajo piloti in kopiloti težave pri pristajanju določenih modelov letal. Kot edini psiholog na voljo v tistem trenutku, ki pa ni bil na tekočem z laboratorijskimi raziskavami tistega časa, je ugotovil, da predstavljajo problem ravno ročke za upravljanje s krili in kolesi letal, saj sta identični in se ju zlahka med seboj zamenja. Chapanis je v tem primeru prepoznal napako v sami zasnovi letalske kabine, kar pa je enostavno rešil tako, da je na ročko za kolesa pripel gumijasto kolesce in na ročko za upravljanje s krili pa zagozdo. Obliki za konec ročk sta bili standardizirani v celotni letalski industriji. Težave so se pojavljale tudi z odčitavanjem z višinomera s tremi iglami (pokažejo 10 000, 1 000 in 100 čevljev). Interpretacija vrednosti s takega višinomera namreč zahteva 7 sekundni odzivni čas, poleg tega pa je do 12% odčitanih vrednosti vsebovalo napake tudi za več kot 1000 čevljev.
Inženirska psihologija se je v bistvu razvila neposredno v času vojne, na terenu. Raziskave človeških dejavnikov in snovanja opreme ter njene aplikacije so se na terenu zlivale iz drugih vej psihologije. Šele po koncu druge svetovne vojne je področje zaživelo v polnem zagonu. Razen z letalstvom so se ukvarjali tudi z mornarico, razvojem podmornic ... Ameriško in britansko ministrstvo za obrambo je podpiralo raziskovanje na področju letalstva in mornarice. Na univerzah so izvajali različne eksperimentalne študije o povezavi med prikazi in principi oblikovanja nadzornih ročk, gumbov... Leta 1949 je z izidom Chapanisove knjige Applied Experimental Psychology inženirska psihologija začela veljati za izoblikovano znanost.

### Širjenje področja zanimanja
V sredi sedemdesetih let je začetno zanimanje za področje letalske in vesoljske industrije, začelo upadati. Pojavili so se tehnološki napredki na različnih področjih in ustvarjalni inženirski psihologi in psihologi z ostalih področij so se začeli ukvarjati z novimi izzivi človeških dejavnikov. Inženirski psihologi so se tako začeli pojavljati na različnih področjih:
- Načrtovanje okolja: arhitektura, oceanografija, rekreacija, načrtovanje infrastrukture, urbanizem,
- Medicinska ergonomika: delo z invalidi, oblikovanje protez, biokemija, delovna psihologija
- Računalniški sistemi: komunikacija,
- Načrtovanje sistema: vzdrževanje, oblikovanje delovnega mesta,
- Medicinska oskrba: varnost, blagostanje, gerontologija,
- Promet: letalska in vesoljska industrija,
- Manufaktura in nadzor kvalitete izdelkov,
- Produkti za potrebe potrošnikov.

## Sistem človek-stroj
Inženirski psihologi vidijo človeka in stroj s katerim upravlja kot elementa istega sistema, ki sta v interakciji. Sistem lahko razumemo kot nabor elementov, ki jih povezuje pretok informacij, interakcije med njimi pa so tako kompleksne, da je napovedovanje delovanja sistema na podlagi analize izoliranih elementov zelo težko.
Človek je operater, organski prenašalec informacij, ki procesira povezavo med mehaničnimi ali elektronskimi prikazi in komandami stroja. Operater predložene informacije prebere, procesira in transformira v odzive z namenom nadzora stroja. Ko uporabi gumbe, stikala ali krmilne palice stroja, le-ta proizvede izhodni signal. Inženirski psiholog v tem sistemu poskuša oblikovati dober načrt mehaničnih komponent tako, da upošteva značilnosti človeka in njegove vloge v sistemu. V najpreprostejšem primeru preučuje komponente sistema. Nekoliko kompleksnejšo nalogo ima, če pomaga inženirju pri eksperimentalnem testiranju prototipskega sistema, najkompleksnejšo nalogo pa, ko aktivno sodeluje pri oblikovanju stroja. Inženirski psihologi lahko torej sodelujejo v interdisciplinarnem moštvu, tako da ohranijo svojo profesionalno identiteto specialistov za človeške dejavnike. Lahko pa prevzamejo tudi samo vlogo inženirja, pri čemer običajno potrebujejo tudi določena pooblastila oz. certifikate. Vedno sodelujejo tudi pri testiranju novih ali modificiranih strojev.

## Področja inženirske psihologije
Inženirska psihologija se prekriva z mnogimi drugimi področji psihologije (predvsem z eksperimentalno), kar pa ne pomeni, da so vsa dognanja s prekrivnih področij uporabna za inženirsko načrtovanje. V najširšem smislu inženirsko psihologijo zanima psihologija človekovega delovanja. Področje inženirske psihologije vključuje spoznanja s področja zaznavnih in diskriminacijskih zmožnosti, dojemanja, motorike, učenja, spomina, reševanja problemov, odločanja, socialnih procesov in komunikacije ter motivacije, preferenc in fizioloških procesov.  
Področje inženirske psihologije je po Fittsu najbolj natančno možno zajeti preko odvisnih spremenljivki, ki jih področje poskuša optimizirati in neodvisnih spremenljivk s katerimi manipulira.

### Odvisne spremenljivke
- Učinkovitost: Zvišanje učinkovitosti je najbolj zaželen cilj inženirske psihologije. Najpogostejši meri učinkovitosti sta hitrost in natančnost dela. Napovedovanje učinkovitosti temelji na preučevanju branja, seštevanja, reorganizacije in nadzorovanja dela.
- Zanesljivost: Mere zanesljivosti so enakomernost dela pod normalnimi in stresnimi pogoji, pogostost neuspešno opravljene naloge in/ali odsotnost napak. Višja zanesljivost vključuje zmanjšanje vseh tipov napak. Človekovo delovanje je najmanj zanesljivo ob premajhni ali preveliki količini informacij. Slednjo lahko kontroliramo s pomočjo inženirskega načrta in je zato pomembno, da so podatki o natančnosti in zanesljivosti vedenja pridobljeni z raziskavami, ki pokrivajo širok nabor pogojev ob upoštevanju stresa in količine informacij, ki jih prejme človek.
- Enostavnost učenja in retencija: Eden od ciljev inženirske psihologije je najti optimalne načine zastavljanja novih nalog. Ugotoviti skuša, kako skrajžati skupni čas, namenjen usposabljanju posameznika za določen nivo učinkovitosti pri nalogi. Hkrati se trudi dolgoročno ohraniti nivo usposobljenosti. Pri zastavljanju novega programa je potrebno poznati procese oblikovanja navad in možnosti transferja.
- Varnost in habitabilnost: inženirska psihologija se trudi zmanjšati verjetnost škodljivih stranskih učinkov ob vključitvi v sistem človek-stroj. Enak nivo delovanja se mora vzdržati skozi daljše časovno obdobje. V nekaterih primerih se ni možno izogniti izpostavljenosti hujšim stresom. Primer tega sta pospešek in pojemek, ki ga občutijo astronavti ob potovanju z raketo. Zaželeno je, da so stroji in oprema tako načrtovani, da lahko blažijo predvidene učinke stresa.
- Preference: Včasih ljudje zavračajo pogoje ali pripomočke, ki maksimirajo učinkovitost, zanesljivost, varnost ali enostavnost učenja in retencije. Slednje drži posebej za oblikovanje blaga za potrošnike (osebna oprema, dom, avtomobili, ročna orodja in ostali predmeti namenjeni individualni rabi). Tudi delovna mesta so lahko zanimiva ali dolgočasna, v bolj ali manj estetskem, udobnem okolju. Inženirska psihologija preučuje tudi sekundarne učinke, ki se lahko pri človeku pojavijo zaradi razlik v motivaciji, stališčih in zadovoljstvu. Ob tem pa njen cilj ni spremeniti delovanje, motivacijo in estetsko izkušnjo človeka ampak se usmerja na te dejavnike kot na moteče ali odvisne spremenljivke in jih poskuša optimizirati skozi manipulacijo oblikovanja spremenljivk inženirskega načrta (dizajna).

Razredi odvisnih spremenljivk predstavljajo osnovo za sistematično analizo človeških dejavnikov v inženirskem dizajnu. Analiza je samo prvi korak v razvoju zadovoljivih kriterijev za optimalen načrt. Upoštevati je treba tudi povezave med merami spremenljivk, kar je posebej pomembno v primerih, ko ni možno maksimirati vseh mer odvisnih spremenljivk in ko moramo poiskati kompromis med povezanimi spremenljivkami. Možno je, da z izboljšanjem določene značilnosti sistema žrtvujemo druge, prav tako želene značilnosti.

### Nedvisne spremenljivke
Inženirska psihologija manipulira z relativno edinstvenim naborom neodvisnih spremenljivk, ki jim pravimo spremenljivke inženirskega dizajna ali splošneje spremenljivke naloge. Slednje so pogosto v interakciji s spremenljivkami organizma in procedur. Inženirski psiholog mora vedno imeti v mislih vse tipe ljudi in njihovo usposobljenost pri izvajanju določene naloge. Niti psiholog niti inženir ne moreta manipulirati s prav vsemi spremenljivkami naloge. Njena narava (npr. zahtevnost) mora po navadi biti sprejeta v vsaki pojavni obliki. Na primer natančnost transkripcije je odvisna od hitrosti zaznavanja govora in načina transkripcije (stenografija, rokopis, kratkopis). Z vidika transkriptorja sta lahko narava dražljaja in kodiranje govora obe spremenljivki naloge, saj obe vplivata na učinkovitost naloge. Inženirske psihologija pa se usmerja samo na kodiranje. 
Obstajata dva široka in preprosto prepoznavna razreda neodvisnih spremenljivk, s katerimi lahko manipuliramo: tiste neodvisne spremenljivke, ki vključujejo možnosti spremembe naloge tako, da je bolj primerna za ljudi in tiste neodvisne spremenljivke, ki vključujejo možnosti spreminjanja ali izbire ljudi, ki bi bili primerni za določeno nalogo. 